# Menne
Menne ou Manne est une sainte chrétienne ermite, honorée en Lorraine. Elle figure parmi les premiers chrétiens connus du diocèse de Toul, alors en Belgica prima. Elle serait née à Solimariaca (Saint-Élophe) et morte un 3 octobre vers 380 au lieu-dit Fontenet (à Puzieux, Vosges). C'est là qu'une chapelle lui est consacrée qui conserve une partie de ses reliques. Elle est située au-dessus d'un vallon où sainte Menne a miraculeusement transformé des eaux boueuses en source limpide par l'entremise de son bâton. Cette eau était préconisée pour les infirmes et contre la fièvre. Une procession annuelle, la veille de l'Ascension, y menait, partant de l'abbaye de Poussay à proximité de Mirecourt, et qui possédait également de ses reliques.    

## Hagiographie
Son hagiographie ou Vie de sainte Menne mentionne qu'elle est la fille du gouverneur Bacius et d'une femme nommée Litrude ou Lientrude. Elle serait ainsi la sœur cadette des saints céphalophores Élophe, Euchaire et Libaire. On peut leur associer Suzanne, Ode et Gondrude, célébrées au diocèse de Toul, et mortes martyres sous l'empereur Julien.       
De sensibilité spirituelle depuis l'enfance, son père l'envoie s'instruire à Châlons auprès de l'évêque qui est l'une de ses connaissances, peut-être le premier évêque saint Memmie, ou plus probablement Sanctissimus l'un de ses successeurs. Celui-ci la baptise et la confie à un groupe de vierges consacrées. Se plaisant beaucoup à vivre de la sorte, elle désire se vouer encore davantage à Dieu.
Cela étant, son père insiste pour qu'elle se marie au meilleur de ses prétendants et la rappelle auprès de lui. Menne tient bon pour affirmer son choix et sa volonté d'engagement. Influencé par l'évêque ou un miracle auquel il assiste, son père finit par consentir à la laisser vivre sa vie de consécration. C'est ainsi qu'il l'invite lui-même à s'installer sur l'une de ses terres, où elle part vivre avec une domestique une vie de prière et de détachement.   
À l'époque de la persécution de l'empereur Julien (362), elle quitte son premier ermitage pour s'éloigner de la violence dont est victime sa fratrie. À mi-chemin entre Poussay et Puzieux, elle trouve un lieu plus protégé et reculé qui lui convient, et c'est là qu'elle vit en recluse jusqu'à sa mort.
Elle est fêtée le 3 octobre, et la commémoration du 15 mai correspond au jour du transfert de ses reliques à l'abbaye des chanoinesses de Poussay consacrée en 1026 par l'évêque Bruno d'Eguisheim-Dagsbourg, futur pape Léon IX. Cette commémoration a été à l'époque moderne reportée au 2e dimanche de mai.

## Le miracle de sainte Menne (version locale)
Comme son père voulait qu'elle se mariât, Menne se réfugia chez son précepteur afin qu'il la consacrât, mais il l'encouragea à obéir à son père. Un ange apparut et posa un voile sur la tête de la jeune vierge ; après cela, le père de Menne ne s'opposa plus à ce qu'elle devienne religieuse. Finalement, elle s'engagera dans une vie érémitique jusqu'à vivre en recluse entre Poussay et Puzieux.

## Une jeune femme vierge de haute naissance vouée à Dieu (version abbaye de Poussay)
Menne, de noble famille, est éduquée par l'évêque de Châlons, Sanctissimus, dont elle reçoit le baptême. Elle gagne ensuite des lieux de prière ou solitudes, d'abord à l'ermitage de Blénod-lès-Toul, puis au lieu-dit Fontenet. Sa vertu exemplaire et ses bonnes œuvres ont font un modèle de foi vivante.

## Le culte de sainte Menne

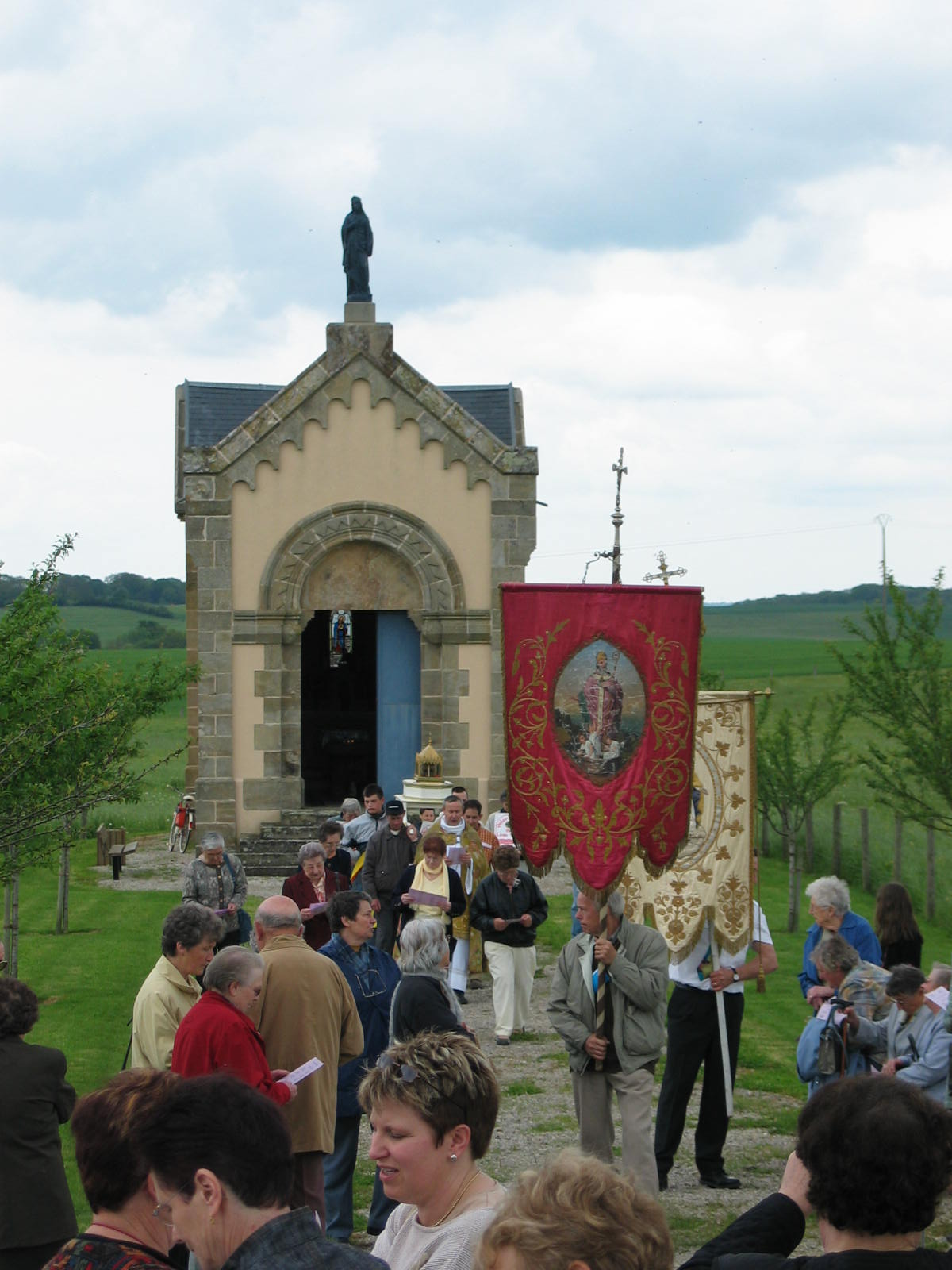
La procession du pèlerinage de sainte Menne à Puzieux devant la chapelle de la sainte.
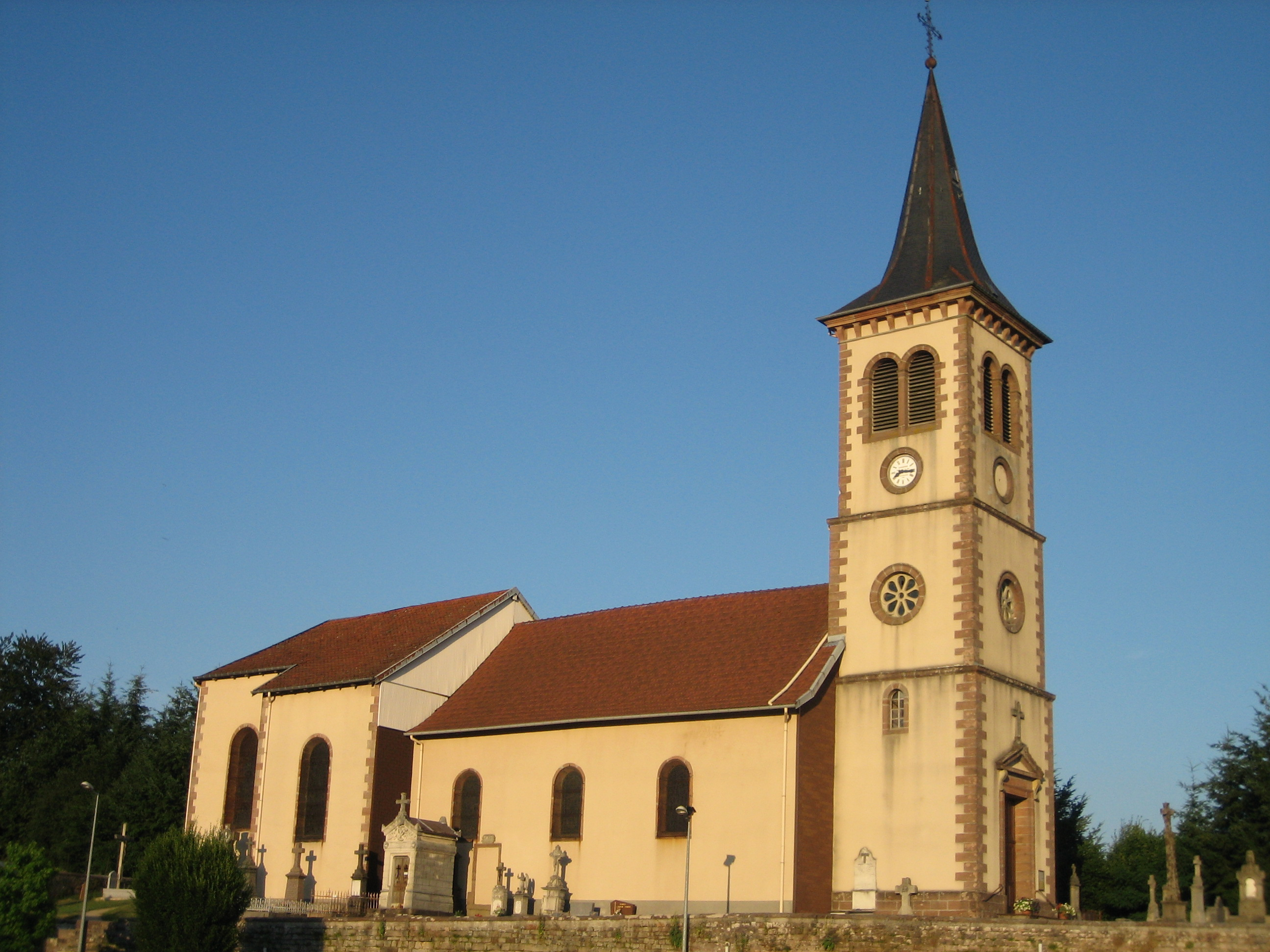
L'église Sainte-Menne à Deycimont.
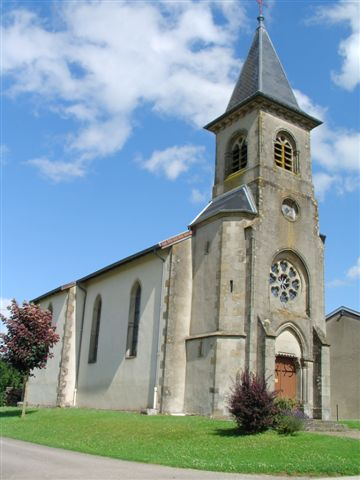
L'église Sainte-Menne à Madecourt.
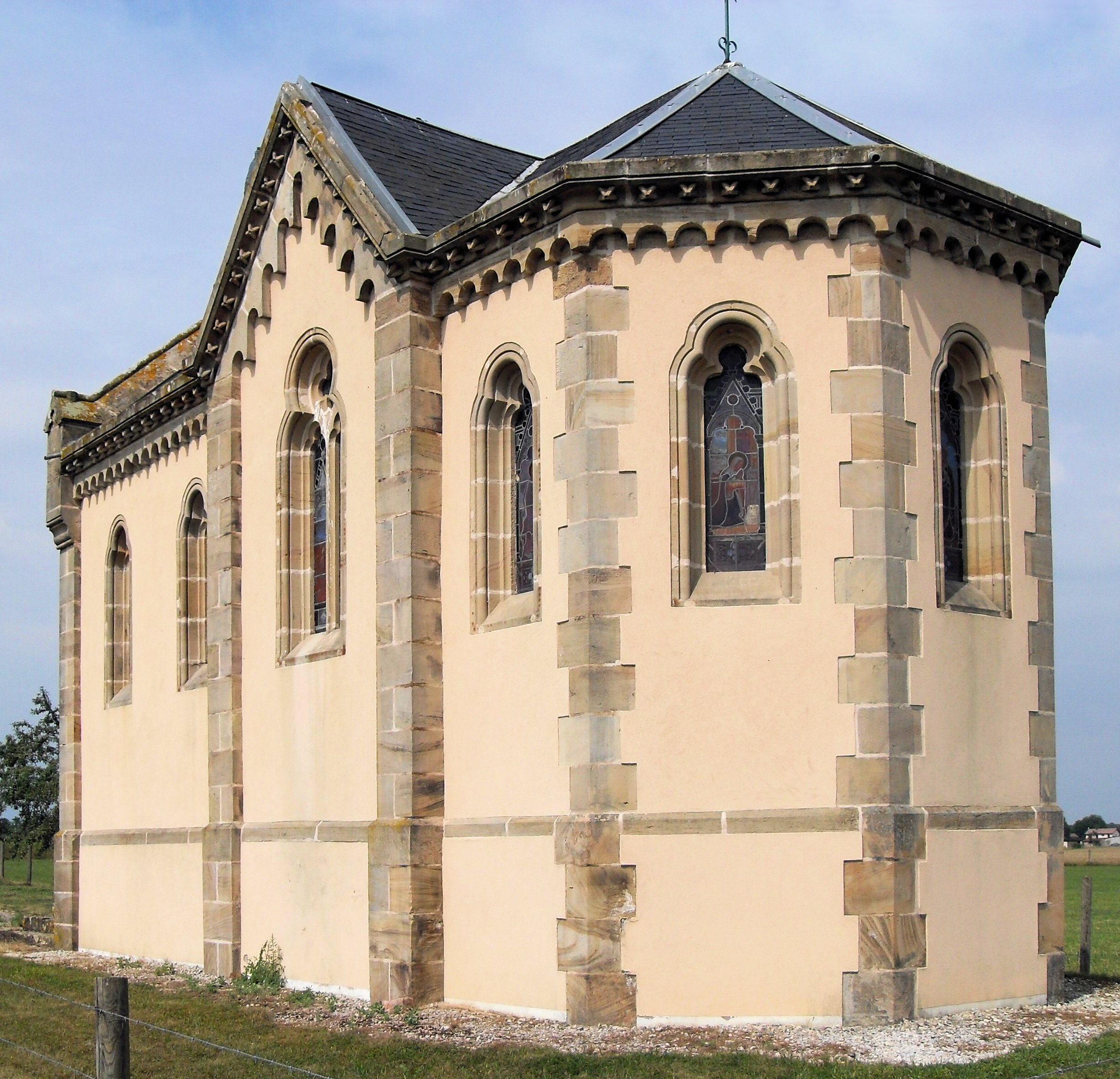
La chapelle Sainte-Menne à Puzieux.

Sainte Menne est vénérée dans de nombreux lieux, églises et chapelles : La Chapelle-devant-Bruyères, Blénod-lès-Toul, Crantenoy, Deycimont, Jeuxey, Poussay, Brignemont…
Ses reliques sont dispersées. Son chef est à Mirecourt. Puzieux et Jeuxey possèdent les principales.

## Un nom féminin aux deux sens symboliques
Le prénom se raccorde au verbe grec μενω "désirer". Mais il faut le rapprocher surtout du grec μενος "âme" ou du latin mens, mentis, "la pensée". Le substantif allemand der Mann "l'homme", de même sens que le gaulois mano, ou encore le verbe allemand meinen, "penser", viennent aussi de la même racine indo-européenne.
Menne peut représenter ici l'âme chrétienne, ou la pensée de l'humanité chrétienne, qui ne peut pas être effacée, même par des massacres à grande échelle. 
À Rome, la redoutée déesse Ména (it) (ou Mène) présidait au flux menstruel et donc à la fécondité, ou non, des femmes. Ce second aspect du pouvoir féminin, associé à un culte antique, sans doute local, s'est peut-être poursuivi avec la claustration en prière de la vierge ermite de la légende, sainte Menne invoquant Dieu afin d'amoindrir les inquiétudes des femmes, de soulager leurs maux, et de lutter contre leurs péchés.